# Lost in strings, volume 1
Lost in strings, volume 1 is een verzamelalbum van Tangerine Dream. Het album is toegesneden op de nummers waarin de leider Edgar Froese elektrische gitaar bespeelt. Froese was ooit begonnen als gitarist, maar kwam niet verder als "I’m not the best, but I know what I’m doing", zoals hij het zelf omschrijft. Net als veel materiaal dat in de 21e eeuw door Tangerine Dream werd uitgebracht zijn sommige stukken opnieuw opgenomen om te voldoen aan de huidige (geluids)kwaliteitsnormen. 

## Musici
- Edgar Froese – gitaar, synthesizers, electronica

Met andere leden van Tangerine Dream door de jaren heen.

## Muziek
| Nr. | Titel                                 | Duur |
| --- | ------------------------------------- | ---- |
| 1.  | Cloudburst flight (van Force Majeure) | 7:27 |
| 2.  | Beach theme (Thief)                   | 6:51 |
| 3.  | Dr. Destructo (Thief)                 | 3:19 |
| 4.  | Challengers arrival (The keep)        | 4:31 |
| 5.  | Scrap yard (Thief)                    | 4:39 |
| 6.  | Wardays sunrise (Thief)               | 3:20 |
| 7.  | Electric lion (Melrose)               | 8:15 |
| 8.  | Ride on the ray (Underwater sunlight) | 6:17 |
| 9.  | Marakesh (Optical race)               | 8:22 |
| 10. | Three bikes in the sky (Melrose)      | 6:01 |
| 11. | Blue bridge (220 Volt live)           | 4:25 |
| 12. | Hamlet (220 Volt live)                | 8:16 |
| 13. | Road to Odessa (nieuw)                | 5:17 |

| Nr. | Titel                                                         | Duur  |
| --- | ------------------------------------------------------------- | ----- |
| 1.  | Sungate (Optical race)                                        | 4:48  |
| 2.  | Too hot for my chinchilla (Lily on the beach)                 | 3:48  |
| 3.  | Spiral star date (Mars Polaris)                               | 6:13  |
| 4.  | The seven barriers (The endless season)                       | 7:30  |
| 5.  | Lord of the ants (Views from a Red Train)                     | 9:40  |
| 6.  | Talking to Maddox (Orange light years)                        | 8:36  |
| 7.  | Tangines on and running (guitar mix) (Madcap's Flaming Duty)  | 5;13  |
| 8.  | Hermaphrodite (Finnegans wake )                               | 8:20  |
| 9.  | The mysterious gift to mankind (The Angel of the West Window) | 10:27 |
| 10. | Wild ocean of blue fate (The endless season)                  | 7:42  |